# Saori Miyazaki
Saori Miyazaki (27 de agosto de 1995) é uma jogadora japonesa de basquete profissional que atualmente joga pelo JX-Eneos Sunflowers da Women's Japan Basketball League.
Ela conquistou a medalha de prata nos Jogos Olímpicos de Verão de 2020 com a seleção do Japão.